# جيمس إم. بيرت
جيمس إم. بيرت (بالإنجليزية: James M. Burt)‏ هو عسكري أمريكي، ولد في 18 يوليو 1917 في ماساتشوستس في الولايات المتحدة، وتوفي في 15 فبراير 2006.